# Фредерік Едвін Черч
Фредерік Едвін Черч (англ. Frederic Edwin Church; 4 травня 1826, Гартфорд (Коннектикут) — 7 квітня 1900, Олана (Нью-Йорк)) — американський художник XIX століття, пейзажіст, романтик, видатний представник школи річки Гудзон.

## Біографія
Народився в Гартфорді в багатій родині. У віці 18 років почав навчання в місті Кетскілл (штат Нью-Йорк) у Томаса Коула, одного з провідних американських художників того часу. Вже в травні 1848 йому було запропоновано провести персональну виставку в Національній академії дизайну, після чого він продав одну зі своїх картин в Водсворт Атенеум в Хартфорді, найстаріший публічний художній музей США. У тому ж році Черч відкрив майстерню в Нью-Йорк у і взяв першого учня, Вільяма Стілмана.
Черч багато працював на природі, роблячи етюди з весни по осінь і завершуючи і продаючи роботи взимку. В 1853 році потім знову в 1857 році він подорожував по Південній Америці (Еквадор), створивши серію гірських пейзажів, що вважаються найбільш характерними творами американського романтизму. Одна з картин, написаних за матеріалами подорожей, «Серце Анд» (1859, нині в музеї Метрополітен, Нью-Йорк), була продана за 10000 доларів, що в той момент було найвищою сумою, коли-небудь заплаченою за картину американського художника. З 1854 по 1856 рік він подорожував в Канаду і Нову Англію. Зокрема, він разом з Коулом був одним з перших городян, які виїжджали на літо на острів Маунт-Дезерт в штаті Мен, нині Національний парк Акадія. У ці ж роки він відвідав Ніагарський водоспад і написав картину «Ніагара» (1857), а пізніше — «Ніагарський водоспад з американського боку» (1867).
Як правило, Черч виставлявся разом з іншими пейзажистами: Томасом Коулом, Ешером Брауном Дьюрандом, Джоном Фредеріком Кенсеттом і Джеспером Френсісом Кропсом. Це об'єднання отримало назву школи річки Гудзон.
У 1860 році Фредерік Черч одружився з Ізабель Карнс і купив ферму на річці Гудзон в штаті Нью-Йорк. Перші їх двоє дітей померли від дифтерії у віці п'яти і шести років, проте пізніше у них народилося ще четверо дітей. У 1867 році Черч відвідав Європи, Північну Африку і Близький Схід. У 1870 році він побудував замок в еклектичному стилі у своєму маєтку в Олан. Для проектування був найнятий архітектор, але Черч взяв активну участь у розробці дизайну замку. Зараз маєток Черча має статус історичної пам'ятки штату (англ. State Historic Site) і відкритий для відвідування.
В останні тридцять років свого життя Черч не міг писати великі полотна через ревматизм. Його спадщина цього часу складається з великої кількості етюдів, виконаних у двох його маєтках: в Олан і на озері Міллінокет в штаті Мен, а також в Мексиці, де він провів зиму 1882 року.

## Роботи
Практично всі твори Черча являють собою пейзажі монументальних форм, часто забарвлені в драматично червоні тони.

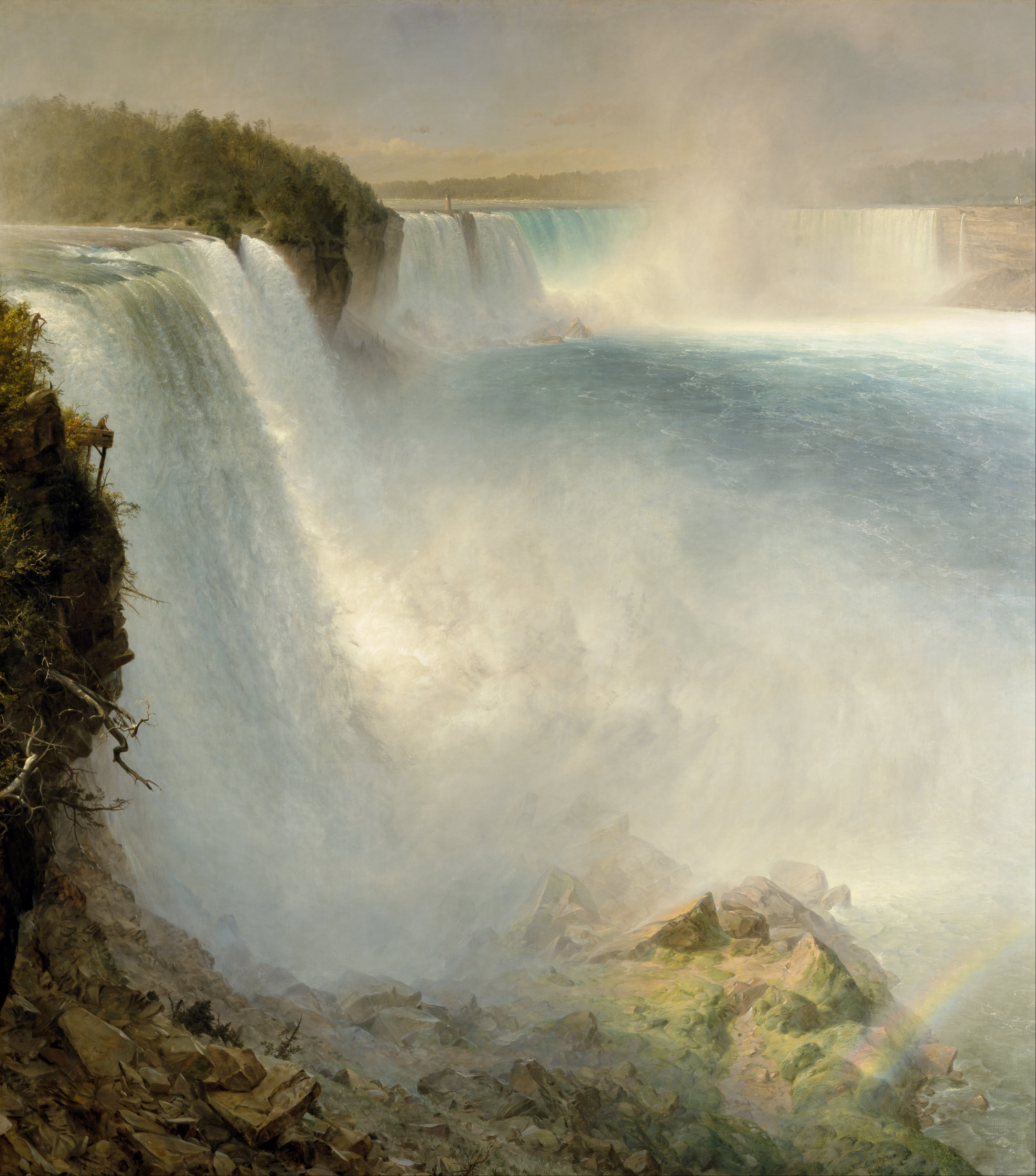
Ніагарський водоспад з американського боку, 1867, Національна галерея Шотландії
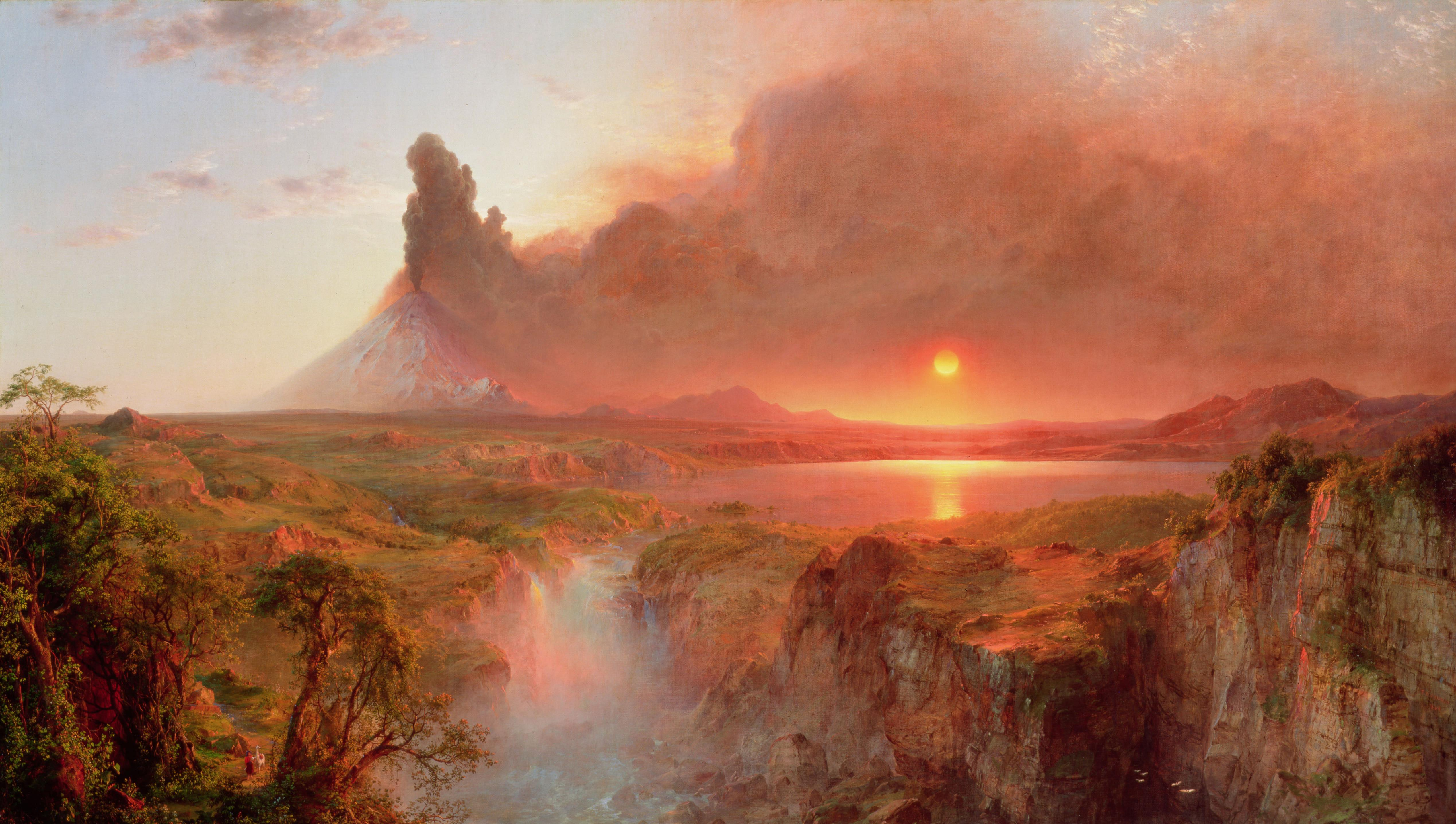
Котопахи, 1862, Детройтський інститут мистецтв
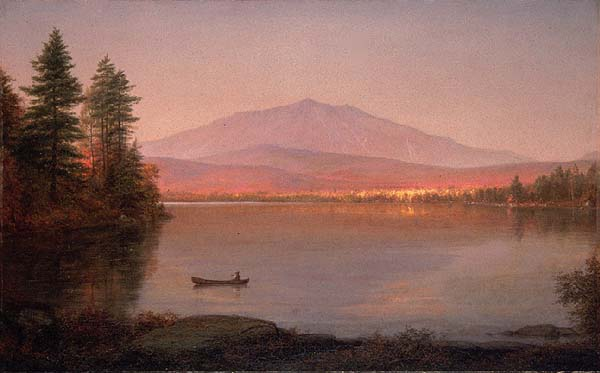
Вид гори Катадін з озера Міллінокет, 1895, Художній музей, Портланд, Мен
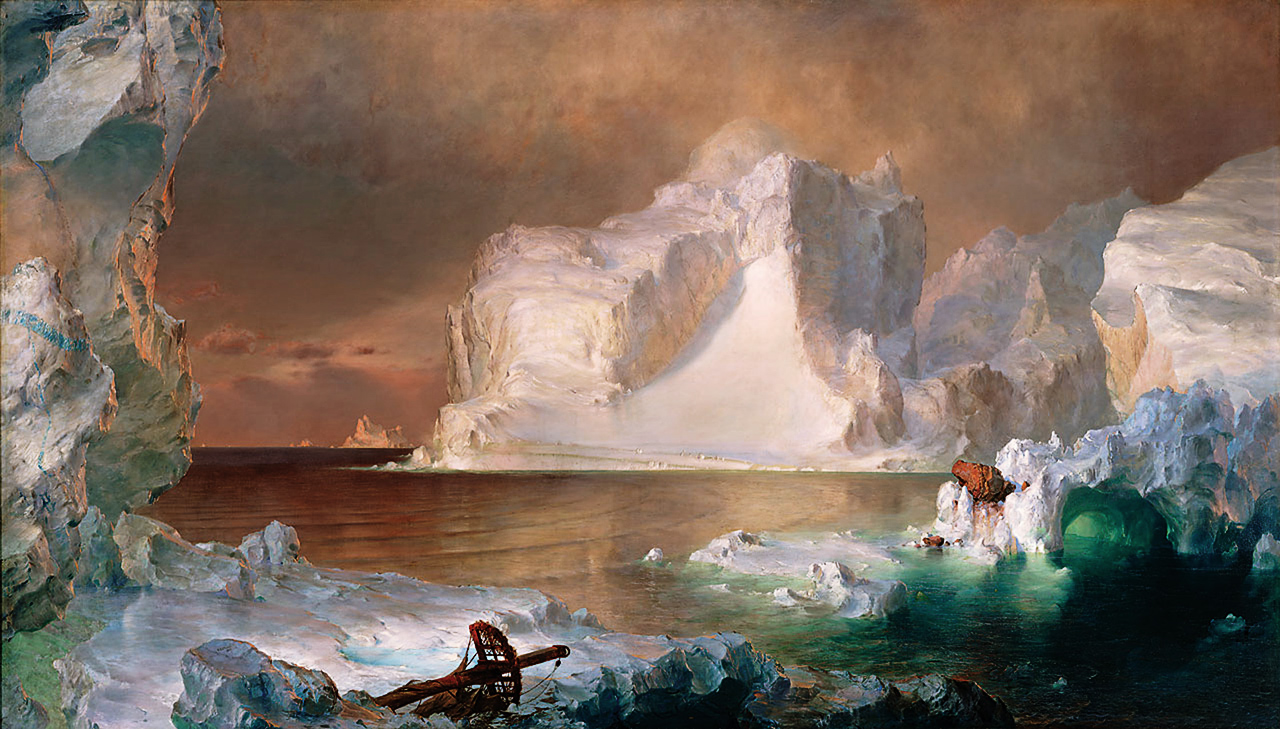
Айсберги, Музей мистецтв, Даллас